# Dominique Hervieu
Pour les articles homonymes, voir Hervieu.
Œuvres principales
Le Jardin io io ito ito
Orphée
Dominique Hervieu, née le 24 novembre 1962 à Coutances,,, est une danseuse et chorégraphe de danse contemporaine, associée depuis de nombreuses années avec José Montalvo.

## Biographie
Après une formation en gymnastique et en danse classique, Dominique Hervieu se forme à la danse contemporaine aux côtés de Peter Goss, Alwin Nikolais ou encore Hervé Diasnas. Elle rencontre José Montalvo en 1981 lors de cours de danse, et devient rapidement l'interprète fétiche des courtes pièces qu'il chorégraphie. Ensemble, ils remportent plusieurs prix, à Nyon en 1986, à Paris l'année suivante, puis à Cagliari en 1987. Un an plus tard, ils fondent la Compagnie Montalvo-Hervieu et obtiennent un franc succès dès leurs premières créations. Celles-ci intègrent notamment des danses venues d'autres horizons (hip-hop, danse africaine...), et des vidéos en interaction avec les danseurs.
En 1998, Dominique Hervieu prend la direction avec José Montalvo du Centre chorégraphique national de Créteil et, en 2000, elle devient également directrice de la Mission jeune public du Théâtre national de Chaillot. En juin 2008, Dominique Hervieu prend la tête du tout nouveau pôle chorégraphique créé au Théâtre de Chaillot qui est désormais destiné en priorité à promouvoir la danse plus que le théâtre.
En 2009, elle intègre le Conseil de la création artistique animé par Marin Karmitz. En mars 2010, elle est nommée par la ville de Lyon et la Communauté urbaine de Lyon, directrice artistique de la Biennale de la danse et de la Maison de la danse de Lyon, fonctions qu'elle prendra le 1er juillet 2011.
Depuis 2011, Dominique Hervieu œuvre pour le développement et le rayonnement de la danse à Lyon et au-delà des frontières. Sa programmation, à la fois pointue et populaire, évite toute forme d’exclusion esthétique et rassemble un public de plus en plus nombreux et curieux. Elle mène de front le développement local et international, les actions citoyennes et sociales, le volet éducatif et numérique de la Maison de la Danse et de la Biennale de la Danse, le développement de la production d’œuvres chorégraphiques nationales et internationales.
Dès 2012, elle initie à la Biennale de la Danse une politique de programmation dans l’espace public en offrant des spectacles gratuits pour tous les publics. (Récital à 40 de Mourad Merzouki (2012) et Le Lac des Cygnes (2014) de Dada Masilo ont été présentés devant 16 000 personnes rassemblées place Bellecour). À la Maison de la Danse, elle met en place les « Maisons Nomades » pour aller au plus près de différents publics et porter la danse « là où elle ne va pas » et sur l’ensemble du territoire, dans les Maisons d’arrêt, les hôpitaux, les bibliothèques, les centres commerciaux, les musées…
En 2013, la Maison de la Danse devient la structure porteuse du Pôle de Ressources pour l’éducation artistique er culturelle danse et arts du mouvement en région Rhône-Alpes avec le soutien du Rectorat de l’Académie de Lyon et du ministère de la Culture et de la Communication. Dominique Hervieu choisit des artistes « associés » à la Maison de la Danse qui permettent de garantir une forte présence artistique sur le territoire. Elle met également en place des outils de médiation innovants et accessibles pour sensibiliser toujours plus largement à la danse, comme La Minute du spectateur, une vidéo d’une minute qui présente au public son œuvre et son auteur. Sous l’impulsion de Dominique Hervieu, Numeridanse continue son développement avec une progression de 320 % de vues sur son site en 3 ans.
Depuis 2014, Dominique Hervieu développe le volet international du Défilé de la Biennale de la Danse en invitant des groupes de grandes villes européennes (Turin et Barcelone). Elle exporte avec l’équipe lyonnaise le Défilé de la Biennale de Lyon à Turin dans le cadre du festival Torino Danza .
En 2015, dans le souci de partager avec les habitants de Lyon les enjeux de la création chorégraphique, elle crée le projet Babel 8.3, un spectacle participatif qui réunit sur scène 300 amateurs de 4 à 95 ans issus des 8e et 3e arrondissements de Lyon. Le spectacle est accompagné en direct par des musiciens de l’Orchestre national de Lyon sur des partitions de Mozart.
En janvier 2016, elle obtient pour la Maison de la Danse le label de « Pôle européen de Production » de la part du ministère de la Culture et de la Communication pour soutenir la création européenne. En juillet 2016, Dominique Hervieu est commissaire d’une journée de danse dans l’espace public dans le cadre de San Sebastian Capitale européenne de la Culture. La même année, juste après l’attentat de Nice, elle réussit, avec l’ensemble des équipes artistiques, techniques et les 5 000 participants à maintenir le Défilé de la Biennale de la Danse en le transférant et en le réadaptant, en trois semaines, dans l’enceinte du stade de Gerland à Lyon. 
En 2018, elle est la directrice artistique de la Triennale de Yokohama Dance, Dance, Dance. Depuis 2022, elle est également directrice de la culture au sein de l'organisme animant les jeux olympiques Paris 2024, chargé d'un programme d'animation culturelle, en parallèle de ces jeux, touchant 750 villes de France. 

## Chorégraphies principales
- 1993 : Double Trouble, avec le cinéaste Michel Coste
- 1994 : Hollaka Hollala
- 1996 : La Mitrailleuse en état de grâce
- 1997 : Paradis, représentée à Rome, Rio de Janeiro, Londres, Berlin, Amsterdam, Melbourne, New York ou encore Wuppertal
- 1999 : Le Jardin io io ito ito, récompensé par un Laurence Olivier Award du Meilleur spectacle de danse 2001
- 1999 : Le Rire de la Lyre, chorégraphié pour les danseurs de l'Opéra de Paris
- 2000 : Variation au Paradis, créé exclusivement pour l'ouverture du Festival de Cannes
- 2003 : Le Corbeau et le Renard
- 2004 : Les Paladins d'après l'opéra de Jean-Philippe Rameau
- 2005 : On danƒe
- 2006 : La Bossa fataka de Rameau
- 2008 : Porgy and Bess d'après l'opéra de George Gershwin
- 2009 : Good morning, Mr Gershwin
- 2010 : Orphée
- 2010 : Lalala Gershwin
- 2011 : La Danse avec l'Orchestre national de Lyon
- 2015 : Babel 8.3, un spectacle participatif réunissant 300 amateurs avec les musiciens de l'Orchestre national de Lyon.

## Filmographie
- La Danse, l'art de la rencontre, réalisé par Dominique Hervieu
- Carte postale chorégraphique, pour les Francoffonies!
- Tour de Babel, réalisation Étienne Aussel
- Les Paladins, réalisé par François Roussillon (prix de la meilleure captation d’opéra - Pragues - 2005)
- Babelle heureuse, réalisation Olivier Caïozzi, France 3
- Orphée, réalisation Olivier Caïozzi, France Ô
- Tomorose, réalisation Olivier Megaton, Arte
- Paradis, réalisation Marie-Hélène Rebois, Arte
- Babel 8.3, les fondations, réalisation Stéphane Lebard, France 3

## Prix et distinctions
- 1984 : lauréate du grand prix de danse contemporaine au Concours international de danse de Paris
- 1986 : concours de Nyon / Danse à Paris
- 1988 : concours chorégraphique de Cagliari / prix d'interprétation féminine au Concours international de danse de Paris avec La Demoiselle de Saint-Lo
- 2001 :  Chevalier de l'ordre des Arts et des Lettres / Trophée créateurs sans frontières / Laurence Olivier Awards pour Le Jardin io io ito ito
- 2006 : Prix SACD de la chorégraphie avec José Montalvo
- 2007 : grand prix du Golden Prague / Prix du Festival du film de Bagdad
- 2009 :  Officier de l'ordre des Arts et des Lettres
- 2010 : trophée « Créateurs sans frontières » du Ministère des Affaires étrangères et européennes[8]
- 2020 :  Officier de la Légion d'honneur (chevalier 2011)[9]
- 2025 : Nomination au grade de commandeur de l'ordre national du Mérite au tant que « danseuse et chorégraphe, directrice de la culture au Comité d'organisation des jeux Olympiques et Paralympiques de Paris 2024 ; 38 ans de services »[10].